# Superfuzz Bigmuff Plus Early Singles
Superfuzz Bigmuff Plus Early Singles je kompilační album americké grungeové kapely Mudhoney. Zahrnuje skladby z EP Superfuzz Bigmuff a několika singlů. Zahrnuje skladby z EP Superfuzz Bigmuff

## Seznam skladeb
1. "Touch Me I'm Sick" – 2:35
2. "Sweet Young Thing Ain't Sweet No More" – 3:46
3. "Hate the Police" (The Dicks) – 2:08
4. "Burn It Clean" – 3:00
5. "You Got It (Keep It Outta My Face)" – 2:53
6. "Halloween" (Sonic Youth) – 6:12
7. "No One Has" – 3:26
8. "If I Think" – 3:37
9. "In 'N' Out of Grace" – 5:28
10. "Need" – 3:00
11. "Chain That Door" – 1:51
12. "Mudride" – 5:43